# Selenops pensilis
Selenops pensilis är en spindelart som beskrevs av Muma 1953. Selenops pensilis ingår i släktet Selenops och familjen Selenopidae. Inga underarter finns listade i Catalogue of Life.